# Frédérique Petrides
Frederica (Frédérique) Jeanne Elisabeth Petronille Petrides-Mayer (Antwerpen, 26 september 1903 – New York, 12 januari 1983) was een Belgisch-Amerikaanse dirigente van o.a. het Orchestrette Classique.

## Levensloop
Haar muzikale leraar was Mathieu Crickboom. In de jaren 30 richtte de naar New York geëmigreerde Antwerpse Frédérique Mayer (beter bekend onder de achternaam van haar echtgenoot Peter Petrides wiens familienaam ze overnam na hun huwelijk) het Orchestrette Classique op, een orkest met een exclusief vrouwelijke bezetting. Het Orchestrette gaf een vijftal concenten per jaar in de Carnegie Chamber Music Hall te New York, waarbij er veelal gekozen werd voor minder bekende werken van gevestigde componisten of werk van jonge (Amerikaanse) componisten. Een van hen - Paul Creston - was haar hiervoor zo dankbaar dat hij haar later een stuk in première gaf. Het Orchestrette bleef bestaan tot 1942 toen veel mannelijke muzikanten van de grote symfonische orkesten werden opgeroepen voor het leger om te gaan strijden in de Tweede Wereldoorlog.
Mayer was daarnaast de drijvende kracht achter de nieuwsbrief  'Woman in Music' , dat tot in de grootste kranten geciteerd (o.a. New York Times) werd als voornaamste bron over vrouwelijke dirigenten, componisten, muzikanten en door vrouwen geleide orkesten. In 1991 werden deze nieuwsbrieven gebundeld in het boek Evening the score: Woman in Music and the Legacy of Frédérique Petrides.
- Gemeinsame Normdatei: 119081059
- International Standard Name Identifier: 0000 0000 4144 0046
- Library of Congress Control Number: n91033173
- MusicBrainz: 9868564b-7711-47af-b565-24d5a155d85d
- Nationale Bibliotheek van Israël: 987007423718005171
- SNAC: w6z3354j
- Virtual International Authority File: 52491616
- WorldCat: E39PBJhCJ6BR97pCgV9cyGfg8C